# Schoonspringen op de Olympische Zomerspelen 2004

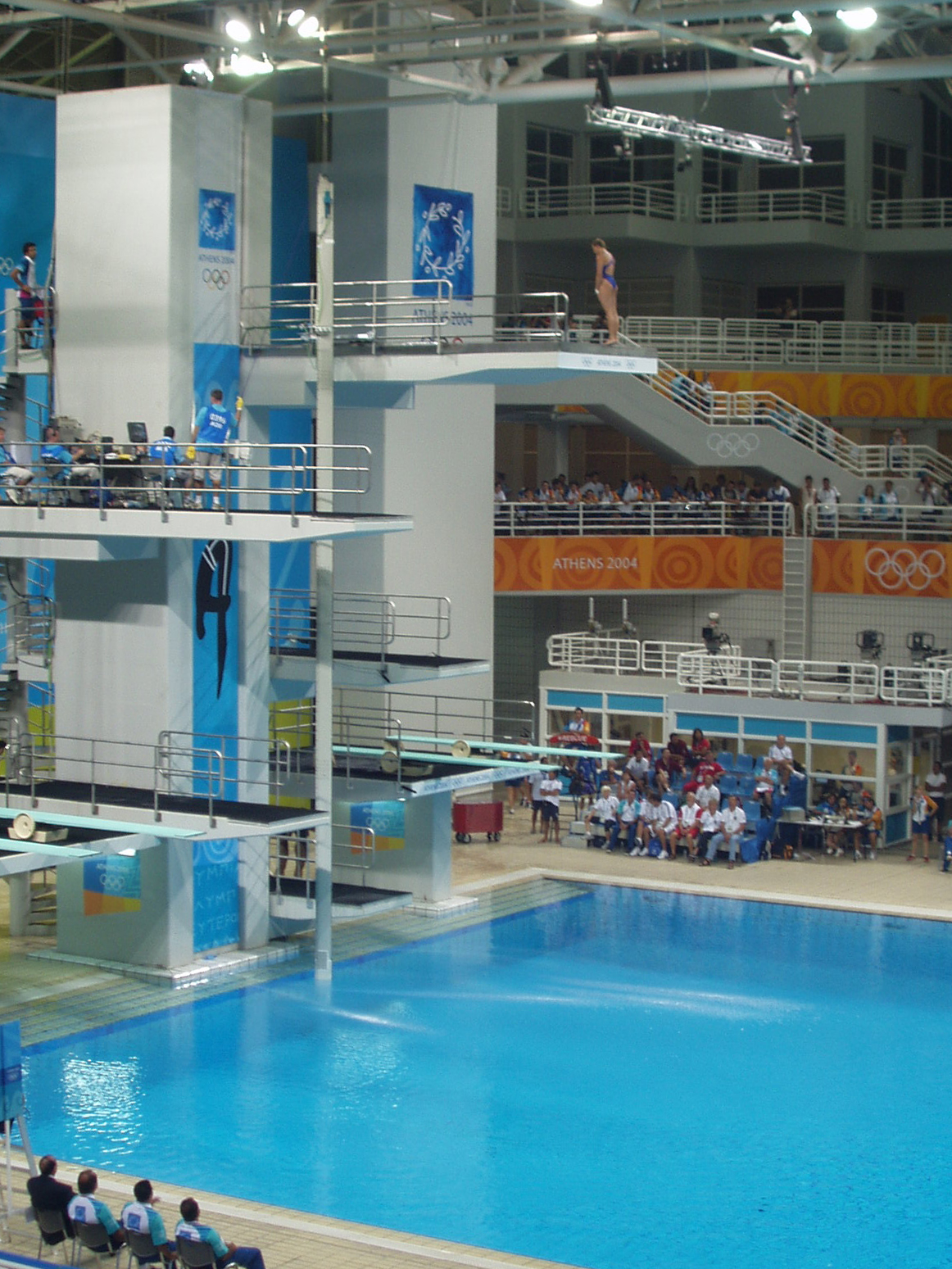
Schoonspringen op de Olympische Zomerspelen 2004

Schoonspringen is een van de sporten die beoefend werden tijdens de Olympische Zomerspelen 2004 in Athene.

## Heren

### 3 m plank
| rang   | sporter             | land | punten |
| ------ | ------------------- | ---- | ------ |
| Goud   | Peng Bo             | CHN  | 787.38 |
| Zilver | Alexandre Despatie  | CAN  | 755.97 |
| Brons  | Dmitri Saoetin      | RUS  | 753.27 |
| 4      | Wang Feng           | CHN  | 750.72 |
| 5      | Fernando Platas     | MEX  | 704.25 |
| 6      | Troy Dumais         | USA  | 701.46 |
| 7      | Aleksandr Dobroskok | RUS  | 697.29 |
| 8      | Ken Terauchi        | JPN  | 690.00 |

### 10 m torenspringen
| rang   | sporter            | land | punten |
| ------ | ------------------ | ---- | ------ |
| Goud   | Hu Jia             | CHN  | 748.08 |
| Zilver | Mathew Helm        | AUS  | 730.56 |
| Brons  | Tian Liang         | CHN  | 729.66 |
| 4      | Alexandre Despatie | CAN  | 707.46 |
| 5      | Peter Waterfield   | GBR  | 669.24 |
| 6      | Leon Taylor        | GBR  | 663.12 |
| 7      | Heiko Meyer        | GER  | 646.56 |
| 8      | Robert Newbery     | AUS  | 640.65 |

### 3 m plank synchroon
| rang   | sporter                                        | land | punten |
| ------ | ---------------------------------------------- | ---- | ------ |
| Goud   | Thomas Bimis Nikolaos Siranidis                | GRE  | 353.34 |
| Zilver | Tobias Schellenberg Andreas Wels               | GER  | 350.01 |
| Brons  | Steven Barnett Robert Newbery                  | AUS  | 349.59 |
| 4      | Jorge Betancourt Garcia Erick Fornaris Alvarez | CUB  | 338.46 |
| 5      | Tony Ally Mark Shipman                         | GBR  | 334.98 |
| 6      | Justin Dumais Troy Dumais                      | USA  | 327.06 |
| 7      | Aleksandr Dobroskok Dmitri Saoetin             | RUS  | 312.24 |
| 8      | Peng Bo Wang Kenan                             | CHN  | 283.89 |

### 10 m torenspringen synchroon
| rang   | sporter                             | land | punten |
| ------ | ----------------------------------- | ---- | ------ |
| Goud   | Tian Liang Yang Jinghui             | CHN  | 383.88 |
| Zilver | Peter Waterfield Leon Taylor        | GBR  | 371.52 |
| Brons  | Mathew Helm Robert Newbery          | AUS  | 366.84 |
| 4      | Roman Volodkov Anton Zacharov       | UKR  | 357.66 |
| 5      | Philippe Comtois Alexandre Despatie | CAN  | 351.90 |
| 6      | Dmitry Dobroskok Gleb Galperin      | RUS  | 348.60 |
| 7      | Sotirios Trakas Ioannis Gavriilidis | GRE  | 331.44 |
| 8      | Mark Ruiz Kyle Prandi               | USA  | 325.44 |

## Dames

### 3 m plank
| rang   | sporter          | land | punten |
| ------ | ---------------- | ---- | ------ |
| Goud   | Guo Jingjing     | CHN  | 633.15 |
| Zilver | Wu Minxia        | CHN  | 612.00 |
| Brons  | Joelia Pakhalina | RUS  | 610.62 |
| 4      | Vera Iljina      | RUS  | 589.11 |
| 5      | Blythe Hartley   | CAN  | 573.00 |
| 6      | Loudy Tourky     | AUS  | 566.94 |
| 7      | Irina Lasjko     | AUS  | 551.97 |
| 8      | Tania Cagnotto   | ITA  | 550.38 |

### 10 m torenspringen
| rang   | sporter           | land | punten |
| ------ | ----------------- | ---- | ------ |
| Goud   | Chantelle Newbery | AUS  | 590.31 |
| Zilver | Lao Lishi         | CHN  | 576.30 |
| Brons  | Loudy Tourky      | AUS  | 561.66 |
| 4      | Émilie Heymans    | CAN  | 555.03 |
| 5      | Laura Wilkinson   | USA  | 549.72 |
| 6      | Li Ting           | CHN  | 546.48 |
| 7      | Myriam Boileau    | CAN  | 530.25 |
| 8      | Tania Cagnotto    | ITA  | 518.67 |

### 3 m plank synchroon
| rang   | sporter                                   | land | punten |
| ------ | ----------------------------------------- | ---- | ------ |
| Goud   | Wu Minxia Guo Jingjing                    | CHN  | 336.90 |
| Zilver | Vera Iljina Joelia Pakhalina              | RUS  | 330.84 |
| Brons  | Irina Lasjko Chantelle Newbery            | AUS  | 309.30 |
| 4      | Tandi Gerrard Jane Smith                  | GBR  | 302.25 |
| 5      | Laura Sanchez Paola Espinosa              | MEX  | 286.92 |
| 6      | Ditte Kotzian Conny Schmalfuss            | GER  | 279.69 |
| 7      | Blythe Hartley Émilie Heymans             | CAN  | 276.90 |
| 8      | Diamantina Georgatou Sotiria Koutsopetrou | GRE  | 270.33 |

### 10 m torenspringen synchroon
| rang   | sporter                               | land | punten |
| ------ | ------------------------------------- | ---- | ------ |
| Goud   | Lao Lishi Li Ting                     | CHN  | 352.14 |
| Zilver | Natalia Gontsjarova Joelia Koltoenova | RUS  | 340.92 |
| Brons  | Blythe Hartley Émilie Heymans         | CAN  | 327.78 |
| 4      | Lynda Folauhola Loudy Tourky          | AUS  | 313.92 |
| 5      | Jashia Luna Paola Espinosa            | MEX  | 307.74 |
| 6      | Annett Gamm Nora Subschinski          | GER  | 303.30 |
| 7      | Cassandra Cardinell Sara Hildebrand   | USA  | 302.22 |
| 8      | Eftihia Pappa Florentia Sfakianou     | GRE  | 272.40 |

## Medaillespiegel
| rang   | land             | goud | zilver | brons | totaal |
| ------ | ---------------- | ---- | ------ | ----- | ------ |
| 1      | China            | 6    | 2      | 1     | 9      |
| 2      | Australië        | 1    | 1      | 4     | 6      |
| 3      | Griekenland      | 1    | 0      | 0     | 1      |
| 4      | Rusland          | 0    | 2      | 2     | 4      |
| 5      | Canada           | 0    | 1      | 1     | 2      |
| 6      | Duitsland        | 0    | 1      | 0     | 1      |
| 6      | Groot-Brittannië | 0    | 1      | 0     | 1      |
| totaal | totaal           | 8    | 8      | 8     | 24     |

St. Louis 1904 · 
Londen 1908 · 
Stockholm 1912 · 
Antwerpen 1920 · 
Parijs 1924 · 
Amsterdam 1928 · 
Los Angeles 1932 · 
Berlijn 1936 · 
Londen 1948 · 
Helsinki 1952 · 
Melbourne 1956 · 
Rome 1960 · 
Tokio 1964 · 
Mexico-stad 1968 · 
München 1972 · 
Montréal 1976 · 
Moskou 1980 · 
Los Angeles 1984 · 
Seoel 1988 · 
Barcelona 1992 · 
Atlanta 1996 · 
Sydney 2000 · 
Athene 2004 · 
Peking 2008 · 
Londen 2012 · 
Rio de Janeiro 2016 · 
Tokio 2020 · 
Parijs 2024 · 
Los Angeles 2028 
Medaillewinnaars 
Atletiek · Badminton · Basketbal · Boksen · Boogschieten · Gewichtheffen · Gymnastiek · Handbal · Hockey · Honkbal · Judo · Kanovaren · Moderne vijfkamp · Paardensport · Roeien · Schermen · Schietsport · Schoonspringen · Softbal · Synchroonzwemmen · Taekwondo · Tafeltennis · Tennis · Triatlon · Voetbal · Volleybal · Waterpolo · Wielersport · Worstelen · Zeilen · Zwemmen